# Theo Eggert
Simon Christian Theodor Eggert, genannt Theo Eggert (* 19. Februar 1905 in Bremen; † 19. Dezember 1959 ebd.) war ein deutscher Ingenieur und Fußballfunktionär. Er war einer von neun jüdischen bzw. „halbjüdischen“ Mitgliedern des SV Werder Bremen, die vor 1945 Mitglied des Vereins waren. Er gehörte zu den Initiatoren von Werders Neugründung nach dem Zweiten Weltkrieg.

## Leben
Theo Eggert besuchte die Realschule Neustadt, war mindestens ab Anfang 1919 Jugend-Mitglied des SV Werder Bremen und absolvierte eine Ausbildung bei der Werft AG Weser. Nach seinem Studium war er ab 1929 als selbständiger Ingenieur tätig. Sein Ingenieurbüro Tevfak Bremen (Ingenieurinstitut für Technik, Verkehr, Aufbau, Konstruktion, Verkehrsforschung) befand sich an der Schwachhauser Heerstraße. Er wurde, als deutscher Staatsbürger geboren, aufgrund der Nationalsozialistischen Rassegesetze von 1935 als sogenannter „Halbjude“ eingestuft und war ab 1939 entsprechender Verfolgung ausgesetzt. Ab November 1944 war er als Zwangsarbeiter im Arbeitserziehungslager Farge interniert und wurde beim Bau des U-Boot-Bunker Valentin eingesetzt. In dem Lager litten die Insassen unter Überarbeitung, Mangelernährung und Misshandlungen.
Eggert überlebte die Shoa. Im Herbst 1945 kehrte er nach Bremen zurück und engagierte sich nach dem Krieg bei der Neugründung seines Vereins. Ab 10. November 1945 war er, da der SV Werder zunächst nach Kriegsende nicht unter dem alten Namen wieder gegründet werden durfte, Schriftführer der Sportgemeinschaft Mitte und wurde zum 2. Vorsitzenden des TuS Werder von 1945 gewählt. Am 25. März 1946 wurde der SV Werder Bremen von 1899 dann wieder gegründet. Bis Sommer 1947 war er dort 2. Vorsitzender und später Schriftwart. Eggert trug die Mitgliedsnummer 4. Geschäftsführer des Vereins wurde Hansi Wolff, der diese Funktion bis Mitte der 1970er Jahre innehatte.
Eggert stand nach dem Kriegsende zeitweise der IX. Spruchkammer in Bremen vor. Im Zuge der Wiedergutmachung erhielt Eggert nur eine kleine Entschädigung für seine Inhaftierung während des Nationalsozialismus zugesprochen. Er stieß bei diesen Verfahren auf einige Widerstände seitens der Behörde und auch der Jüdischen Gemeinde und hier insbesondere von dessen Vorsitzenden Carl Katz, erfuhr jedoch starke Fürsprache durch Wilhelm Nolting-Hauff, der gemeinsam mit ihm in Farge interniert gewesen war.
Er war verheiratet und hatte zwei Kinder. Kurz nach dem Weihnachts-Preis-Skat des SV Werder starb er 1959 an einem Herzinfarkt. Die Trauerfeier fand am 24. Dezember 1959 im Krematorium auf dem Waller Friedhof statt.
Im April und Juni 2022 fanden im Rahmen der Reihe Tacheles des Projektes akriba – Antisemitismuskritische Bildungsarbeit der Bildungsstätte Lidice-Haus Bremen und des Fanprojekts Bremen zwei Veranstaltungen statt, in denen das Leben von Theo Eggert behandelt wurde: Außerdem gab es eine Lesung im Weserstadion unter dem Titel Von Eggert bis Wolff: Werder und seine jüdischen Mitglieder im Nationalsozialismus sowie einen Workshop in der Gedenkstätte U-Boot-Bunker Valentin, wo Eggert als Zwangsarbeiter eingesetzt war.